# Dr. Arturo Umberto Illia Airport
Dr. Arturo Umberto Illia Airport är en flygplats i Argentina.   Den ligger i provinsen Río Negro, i den sydvästra delen av landet, 900 km sydväst om huvudstaden Buenos Aires. Dr. Arturo Umberto Illia Airport ligger 264 meter över havet.
Terrängen runt Dr. Arturo Umberto Illia Airport är platt, och sluttar söderut. Närmaste större samhälle är General Roca, 4,8 km sydost om Dr. Arturo Umberto Illia Airport.
Runt Dr. Arturo Umberto Illia Airport är det i huvudsak tätbebyggt. Runt Dr. Arturo Umberto Illia Airport är det glesbefolkat, med 20 invånare per kvadratkilometer.